# Beiselen
Die Beiselen GmbH war ein deutscher Großhändler im Agrarsektor und von 2021 bis 2024 Teil der BAT Agrar-Gruppe. Schwerpunkte lagen beim Handel von Saatgut, Pflanzenschutzmitteln, Düngern sowie landwirtschaftlichen Erzeugnissen. Neben den einzelnen Geschäftsbereichen zählte die Beratung zu den Kernkompetenzen des Unternehmens.

## Geschichte
Am 24. Mai 1890 ließ der damals 25-jährige Kaufmann Carl Beiselen die Carl Beiselen Thomasphosphatmühle mit Sitz in Ulm beim Amtsgericht Ulm/Donau eintragen. Neben der Produktion von Thomasmehl handelte man von Anfang an mit den damals gängigen Düngern wie Kainit, Carnallit, Superphosphat, Chilesalpeter und Kokerei-Ammoniak. Georg Preßmar übernahm das Unternehmen nach dem Tod von Carl Beiselen im Jahr 1900. Dessen Bruder Carl Preßmar leitete die Firma zwischen 1931 und 1973. Die Konzentration der Firma Beiselen lag auf dem süddeutschen Raum. In den 1980er und 1990er Jahren übernahm man diverse Pflanzenschutzmittel-Lagerstandorte von ausscheidenden Mitbewerbern. 
2021 kam es zu einem Zusammenschluss der Beiselen Holding GmbH mit den norddeutschen Mitbewerber ATR Landhandel. Das fusionierte Unternehmen firmiert nunmehr als BAT Agrar GmbH & Co. KG bzw. unter der Holding BAT Holding GmbH. Die Beiselen GmbH hat mit der Fusion mit ATR Landhandel zum 01.01.2024 Ihre operative Geschäftstätigkeit eingestellt. Von 2021 bis 01.01.2024 war die Beiselen GmbH eine hundertprozentige Tochter der BAT Holding.

## Standorte
Das Unternehmen war in ganz Deutschland vertreten und hatte darüber hinaus zwei Standorte in Österreich.